# Médaille du mérite de la Deutsche Reichsbahn
La médaille du mérite de la Deutsche Reichsbahn est une décoration civile de la République démocratique allemande (RDA). Elle est créée le 18 octobre 1956 en un échelon et récompense l'implication volontaire et désintéressée au sein de la Deutsche Reichsbahn. La médaille pouvait être décernée plusieurs fois à des personnes faisant preuve de prudence et de circonspection et réalisant de hautes performances dans le domaine des chemins de fer de l'État.

## Échelons
La médaille du mérite de la Deutsche Reichsbahn comporte trois échelons :
- : premier échelon
- : deuxième échelon
- : troisième échelon

## Apparence et port de la médaille
La médaille en bronze, d’un diamètre de 30 mm, représente au centre de son avers une roue de train de la Reichsbahn tenue par deux ailes, dont les extrémités s’étendent jusqu'à une couronne de laurier. Le bord interne de la médaille est constitué d’une couronne de perles composée de 68 ou 111 perles. Le revers de la médaille, quant à lui, présente, jusqu’en 1973, l’inscription sur trois lignes :
FÜR
TREUE
DIENSTE
(Pour loyaux services)
À partir de 1973, l'emblème de l’État de la RDA est visible au sommet du centre au-dessus de l'inscription sur deux lignes :
FÜR TREUE
DIENSTE
La médaille a été portée jusqu’en 1958 sur un fermoir de 26 mm sur 14,5 mm, recouvert d'un ruban bleu clair. Le nombre de rayures verticales de couleur bleu foncé apposé sur celui-ci indique le nombre de médailles décernées, la bande correspondant à la première attribution (au milieu) ayant une largeur moyenne de 7 mm. Sur le fermoir figure la miniature de la roue de la Reichsbahn, de 22 mm de large et plaquée or. En 1959, le fermoir de port a changé, de sorte que la médaille a été portée sur un fermoir de 24 mm de large avec une bande bleu clair. Comme pour le fermoir précédent, le nombre d'attributions est représenté par des rayures verticales bleu foncé. La miniature de la roue sur le ruban a également été conservée.